# Lupal
Lupal (Lupai) ist ein osttimoresischer Suco im Verwaltungsamt Lolotoe (Gemeinde Bobonaro).

## Geographie
Der Suco Lupal liegt im Südosten des Verwaltungsamts Lolotoe. Westlich befindet sich der Suco Opa und nördlich und südöstlich die beiden Teile des Sucos Guda. Im Nordosten grenzt Lupal an die Gemeinde Cova Lima mit ihrem Suco Beco (Verwaltungsamt Suai). Einen Teil der Grenze zu Opa fließt der Fluss Foura entlang, an einem Teil der Grenze zu Beco der Zola, ein Nebenfluss des Loumea.
An der Nordgrenze zu Guda befinden sich die Berge Lolo Manukati (1193 m, Lage) und Sabi (1288 m, Lage). Im Zentrum liegen die Berge Lolo Gipecui (713 m, Lage), Lolo Holgeben (652 m, Lage), Lolo Lepae (648 m, Lage) und der Sahe (879 m, Lage) und im Süden der Lolo Burapu (425 m, Lage) und der Manolor (678 m, Lage).
Lupal hat eine Fläche von 21,13 km² und teilt sich in drei Aldeias Dilai, Lupaltaz und Silagolo.
Im Westen befindet sich das Dorf Ames (Amis), etwas weiter östlich der Ort Tapo. Nah dem Zentrum liegt die Ortschaft Silagolo und im Osten Dilai. Der Sitz des Sucos befindet sich in Ames. Grundschulen gibt es in Ames, Silagolo und Dilai. Silagolo verfügt zudem über eine medizinischen Station. Zwischen Silagolo und Dilai befindet sich ein Denkmal für die „Helden des Vaterlandes“ (Lage).
Nur einfache Pisten führen in den Suco. Zu den Parlamentswahlen in Osttimor 2007 mussten die Wahlurnen für Lupal mit Pferden und Trägern transportiert werden.

## Einwohner
Im Suco leben 1.236 Einwohner (2022), davon sind 629 Männer und 607 Frauen. Es gibt 231 Haushalte. Über 95 % der Einwohner geben Bunak als ihre Muttersprache an. die restliche Bevölkerung spricht Tetum Prasa.

## Politik
Bei den Wahlen von 2004/2005 wurde António Lopes zum Chefe de Suco gewählt. Bei den Wahlen 2009 gewann Martinho de Jesus, 2016 António Lopes und 2023 Gabriel de Jesus.